# Noda Kyohei
Kyohei Noda (sinh ngày 6 tháng 10 năm 1981) là một cầu thủ bóng đá người Nhật Bản.

## Sự nghiệp câu lạc bộ
Kyohei Noda đã từng chơi cho Tokyo Verdy, Okinawa Kariyushi FC, FC Ryukyu và FC Gifu.